# Vagnas

Vagnas este o comună în departamentul Ardèche din sud-estul Franței. În 1 ianuarie 2022 avea o populație de 628 de locuitori.